# Conus crenulatus
Conus crenulatus é uma espécie de gastrópode do gênero Conus, pertencente a família Conidae.